# Немецкий театр (Санкт-Петербург)
Немецкий театр — театральная труппа, существовавшая в XIX веке в Санкт-Петербурге и дававшая спектакли на немецком языке. 
В 1799 году антрепренёр Жозеф Мирэ основал в столице Российской империи постоянный немецкий театр. Спектакли давались в центре города, на Дворцовой площади напротив Зимнего дворца. 
Во избежание банкротства частный театр Мирэ в 1800—1801 и 1805 годах временно переходил в ведомство дирекции Императорских театров (в первый период, с сентября 1800 года по апрель 1801 года, согласно желанию Павла I директором театра был назначен драматург Август фон Коцебу; после убийства императора покинувший Россию). В 1806 году он окончательно вошёл в состав казённых Императорских театров.
«Отъявленный авантюрист» Мирэ нанимал в Германии ведущих актёров и ставил роскошные спектакли, а когда деньги заканчивались, искал поддержки при дворе. Из-за долгов, бесхозяйственности и страсти к наживе, он был не в состоянии регулярно платить своим актёрам, поэтому состав труппы непрерывно менялся. К 1803 году долг Мирэ составлял уже 80 000 рублей. В начале 1804 года, когда император Александр I согласился покрыть эти долги, Мирэ отправился в Европу для найма новых артистов. 
В 1800 году актёры труппы получали от 400 до 1500 рублей в год. В конце десятилетия типичным жалованием была сумма в 2000 рублей (именно столько в 1809 году Дирекция императорских театров предлагала актёру Иоганну Розенштрауху, решившему оставить сцену).
Жители Санкт-Петербурга, в большинстве своём не говорившие на немецком языке, иноязычным театром не интересовались, аристократия же отдавала своё предпочтение французской труппе. Высшее общество немецкого происхождения также обходило этот театр стороной. «Три четверти петербургской публики из одних афишек только знали, что дают на немецком театре», «никто не спешил ознакомиться с гениальными творениями Лессинга, Шиллера и Гёте» — отмечал в своих «Записках» Филипп Вигель. Такое положение дел дало возможность немцам простого происхождения занимать в Немецком театре лучшие места, обычно отводившиеся аристократии: «Пасторы, аптекари, профессоры и медики занимают в нём кресла; семейства их – ложи всех ярусов; булочники, портные, сапожники – партер; подмастерья их, вероятно, раёк» — писал Вигель.
Описание Немецкого театра, каким он был в 1805—1807 годах, оставил в своих «Записках современника» завзятый театрал Степан Жихарев. Актёр русской труппы Пётр Каратыгин в своих воспоминаниях описал Немецкий театр 1820-х годов следующим образом:

Помню я, что зрительная зала этого театра была очень некрасива: закоптелая позолота, грязные драпри у лож, тусклая люстра, на сцене ветхие декорации и кулисы, в коридорах повсюду деревянные лестницы, в уборных была постоянная копоть от неисправных ламп, наполненных чуть ли не постным маслом. <…> Помню я, как в этих спектаклях, за неимением статистов и хористов, нанимали просто булочников и колбасников, которым платили обычную плату за вечер; и благородные рыцари, гранды или римские патриции, по окончании спектакля, сняв знаки своих достоинств, отправлялись месить тесто, или начинять блютвурсты. <…> Немецкая публика, в то патриархальное время, была очень простодушна: мне несколько раз случалось видеть в ложах, даже 1‐го яруса, пожилых зрительниц в простых чепчиках, одетых по‐домашнему, с чулком, или филейным вязаньем в руках.